# Eine Frau nach Maß
Eine Frau nach Maß (französisch Une femme sur mesure) ist ein deutsch-französischer Fernsehfilm des Regisseurs Detlef Rönfeldt aus dem Jahr 1997 mit Marianne Sägebrecht in der Titelrolle. Produziert wurde der Film von der neuen deutschen Filmgesellschaft und  Telfrance für den Mitteldeutschen Rundfunk, den Norddeutschen Rundfunk und France 3.

## Handlung
Postbotin Margret bekommt von ihrem Arbeitgeber eine Diät verordnet, nachdem sie bei einem kleinen Unfall durch ihr Übergewicht eine Autoscheibe zerstört hat. Margret zeigt sich renitent, gibt aber nach und besucht eine Abmagerungskur. Während ihrer Abwesenheit verliebt sich der Maler Arthur, ihr langjähriger Geliebter, in eine junge und schlanke Frau, was zu Auseinandersetzungen zwischen Margret und Arthur führt und eine Sinnkrise der Postbotin hervorruft.

## Kritik
Der Filmdienst meinte, Eine Frau nach Maß sei ein „behäbig inszenierter (Fernseh-)Film, betont ‚sanft‘ und poetisch konzipiert, aber streckenweise arg langweilend.“
Die Kritiker der Fernsehzeitschrift TV Spielfilm gaben dem Fernsehfilm je einen von drei möglichen Punkten für den „Humor“, den „Anspruch“, die „Spannung“ und die „Erotik“. Sie merkten über den Film, der Diät thematisiert, an: „Das Thema ist in aller Munde, aber was hier mit schwelgerischen Kinobildern beginnt, erschöpft sich bald in öder Fernsehspiel-Ästhetik und behäbigem Tempo. Das nächste Mal bitte mit Sahne – oder ordentlich gewürzt.“ und konstatierten: „Gut gedacht, aber zu lieblos gemacht“. Der Film erhielt insgesamt eine mittlere Wertung, Daumen zur Seite.